# 오타니 나오코
오타니 나오코(일본어: 大谷 直子, 1950년 4월 3일 ~ )는 일본 도쿄도 스미다구 출신의 여자 배우이다. 프롬 퍼스트 프로덕션 소속.

## 영화
- 희망의 나라

## TV 출연
- 풀이 불탄다
- 군사 간베에